# Tisha Venturini
Tisha Lea Venturini-Hoch (Modesto, 3 marzo 1973) è un'ex calciatrice statunitense. Ha vinto la medaglia d'oro ai Giochi olimpici di Atlanta 1996 e la Coppa del mondo 1999, anch'essa giocatasi negli Stati Uniti.

## Biografia
Nata a Modesto, in California, la Venturini ha frequentato la Grace M. Davis High School di Modesto.
In seguito, si è iscritta all'Università della Carolina del Nord e ha giocato nella squadra dell'Ateneo, le Tar Heels. COn le Heels, Venturini ha vinto quattro volte il campionato NCAA dal 1991 al 1994. Inoltre, ha vinto l'Honda Sports Award come migliore calciatrice della nazione nel 1995. Nel 1994, è insignita dell'Hermann Trophy.

## Carriera

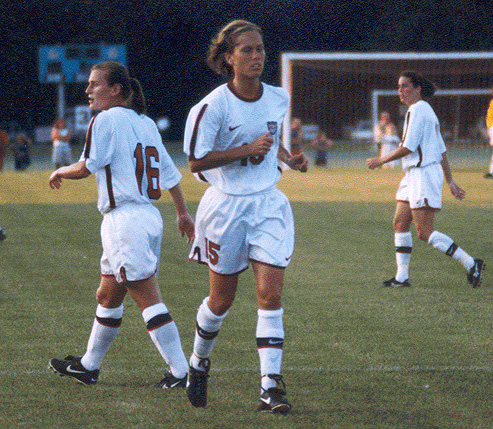
Venturini (al centro) assieme a Tiffeny Milbrett (a sinistra) a St. Louis nel 1998

Venturini giocò nella W-League con le maglie di San Jose CyberRays, Delaware Genies and Bay Area CyberRays. Venturini è l'unica atleta di ogni sport ad aver vinto i cinque titoli di: campione collegiale con l'Università della Carolina del Nord, campione nazionale NCAA con l'Università della Carolina del Nord, campione del mondo con la Nazionale, medaglia d'oro olimpica e campione professionista con Bay Area CyberRays nel 2001.

### Nazionale
Durante la sua carriera, Venturini ha giocato 132 partite con gli Stati Uniti, riuscendo a segnare 44 gol. In Nazionale, ha vinto il Mondiale 1999 e la medaglia d'oro ai Giochi di Atlanta 1996. Inoltre, ottenne un terzo posto nel Mondiale 1995.

## Allenatrice
Assieme alle ex compagne di Nazionale Mia Hamm e Kristine Lilly, Venturini ha sviluppato il progetto TeamFirst Soccer Academy.

## Palmarès

### Nazionale
- Campionato mondiale femminile di calcio: 1

USA 1999
- Oro olimpico: 1

Atlanta 1996
- Algarve Cup: 1

2000

### Club
- United Soccer Leagues W-League: 1

2001